# Sala Miguel Covarrubias
La Sala Miguel Covarrubias es una sala teatral universitaria ubicada en el Centro Cultural Universitario de la Universidad Nacional Autónoma de México.

## Características
Esta sala -inaugurada el 19 de diciembre de 1980- está destinada a la presentación de las diversas manifestaciones artísticas de la danza, aunque por sus características técnicas puede considerarse como un teatro que admite representaciones de diversos géneros artísticos, tales como ópera, drama, teatro musical y audiciones de música.
La sala Miguel Covarrubias se encuentra adyacente a la Sala Carlos Chávez y presenta un modelo arquitectónico de teatro a la italiana, cuya estancia semeja una herradura con pasillos laterales que facilitan la libre circulación de los espectadores por su interior y hacia el vestíbulo.
La sala consta de dos pisos, tiene una capacidad total de 724 espectadores y su escenario ocupa una superficie de 867 metros cuadrados, muy adaptable debido a que puede ampliarse por su parte central. Cuenta, asimismo, con un foso para ubicar a la orquesta cuando se trata de representaciones de danza, música, teatro y ópera. Cuando el escenario se extiende, cubre el foso y ofrece una mayor superficie para los ejercicios artísticos.

## Galería

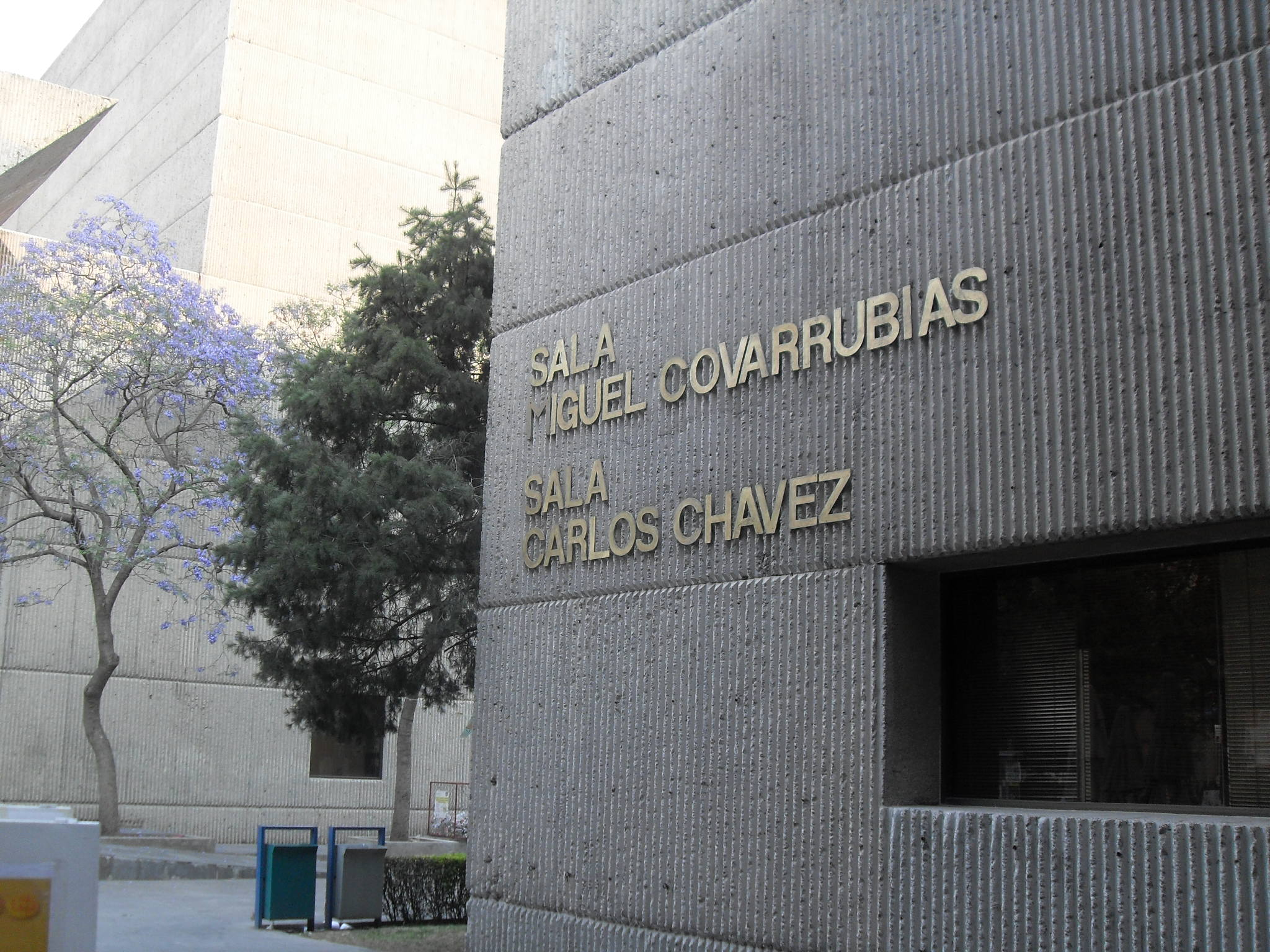
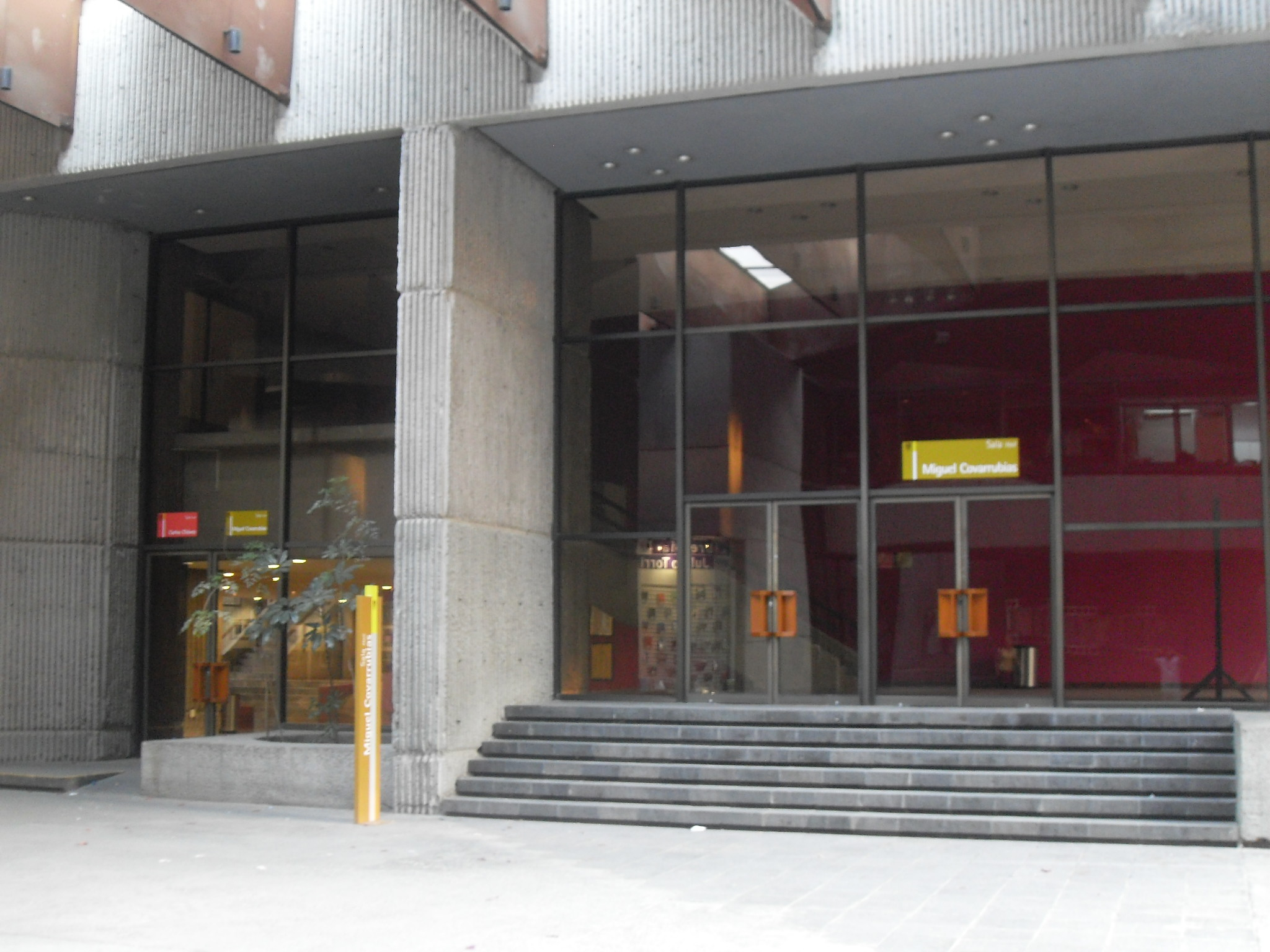
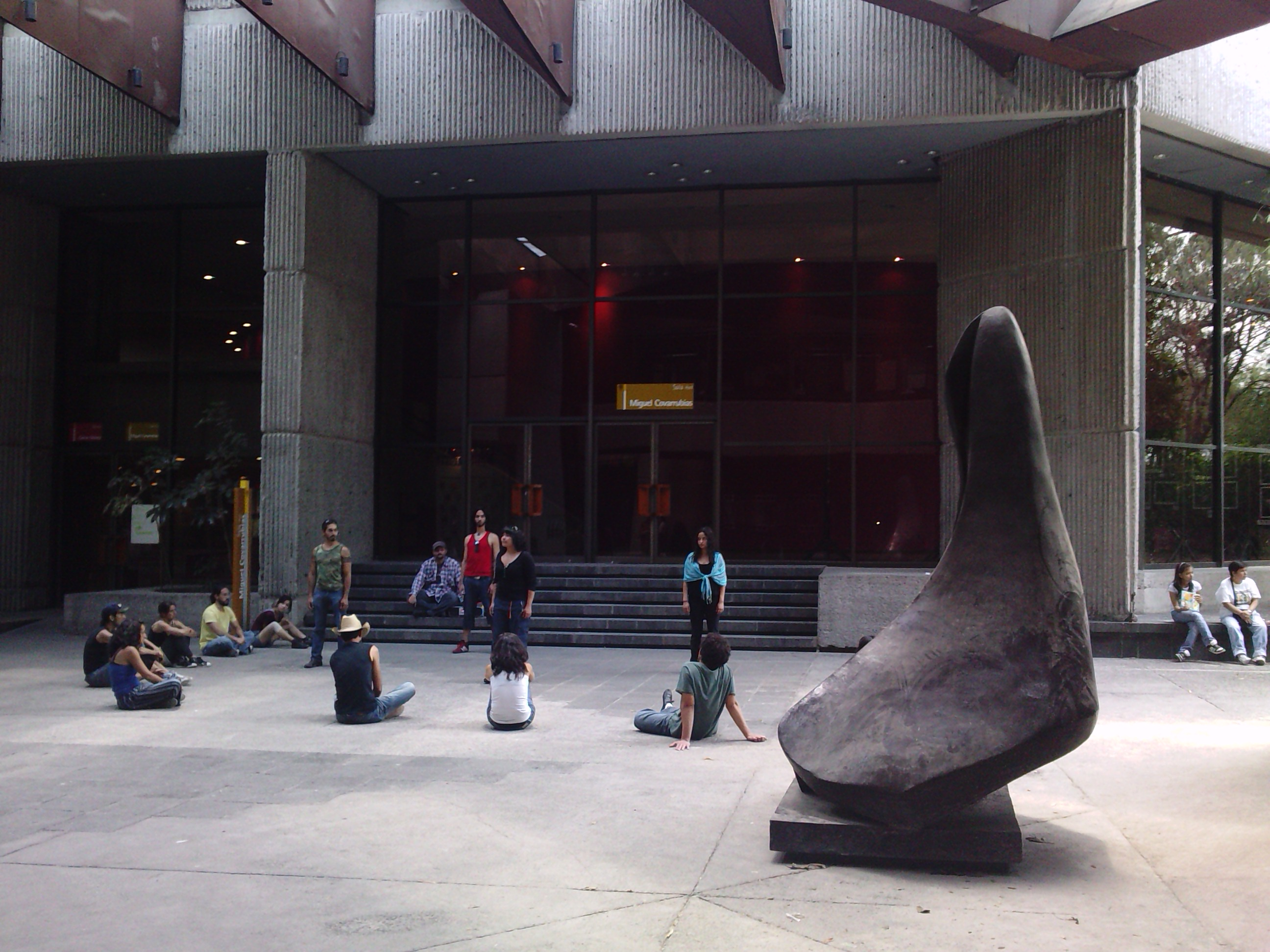